# Distretto di Bilohir'ja
Il distretto di Bilohir'ja (Ucraino: Білогірський район) è un distretto (raion) dell'Ucraina, situato nell'oblast' di Chmel'nyc'kyj. Il suo capoluogo è Bilohir'ja.